# 川崎ファルコンズラクロスクラブ
川崎ファルコンズラクロスクラブ（Kawasaki Falcons Lacrosse Club）は、神奈川県川崎市を拠点とする日本初のプロラクロスチームである。2004年に「ファルコンズラクロスクラブ」として創設され、社会人クラブチームとして全日本選手権12連覇を達成するなど、国内トップレベルの実績を誇る。
2025年シーズンより、ホームタウンを川崎市に移し、「川崎ファルコンズ」としてプロチーム化を果たした。これは日本ラクロス界における初のプロ化事例であり、競技の発展と普及を目指す大きな転機となっている。川崎市の福田市長も、同チームの誕生と今後の国際大会やロサンゼルス五輪を目指す姿勢に期待を寄せている。
川崎ファルコンズは、2026年の女子、2027年の男子ラクロス世界選手権（いずれも日本開催）、さらに2028年ロサンゼルスオリンピックでの正式種目化を見据え、世界で活躍する選手の輩出を目指して活動を続けている。

## 2024年世界ラクロス・ボックス選手権
2024年9月20日から29日まで、アメリカ合衆国ニューヨーク州ユーティカにて開催された「2024 World Lacrosse Box Championship」において、日本代表にファルコンズ（FALCONS）所属の選手10名が選出された。 
選出された選手（五十音順）
- 梅原 寛樹（うめはら ともき） – Transition、背番号7
- 奥村 裕哉（おくむら ゆうや） – Forward、背番号28
- 佐川 尽（さがわ じん） – Defense、背番号81
- 佐藤 大（さとう だい） – Defense、背番号98
- 鈴木 潤一（すずき じゅんいち） – Transition、背番号22
- 立石 真也（たていし しんや） – Forward、背番号3
- 徳舛 宗哉（とくます そうや） – Goalie、背番号55
- 水田 裕樹（みずた ゆうき） – Defense、背番号19
- 守田 樹（もりた たつき） – Forward、背番号6
- 山本 礼（やまもと れい） – Defense、背番号67

## 近年の戦績
| 年度 | 成績                     |
| ---- | ------------------------ |
| 2024 | 全日本クラブ選手権準優勝 |
| 2023 | 全日本クラブ選手権準優勝 |
| 2022 | 全日本選手権優勝         |
| 2021 | 全日本クラブ選手権準優勝 |